# Trachybyrsis
Trachybyrsis är ett släkte av fjärilar. Trachybyrsis ingår i familjen vecklare.
Kladogram enligt Catalogue of Life:
| Trachybyrsis | \| \| Trachybyrsis chionochlaena \| \| \| \| \| \| Trachybyrsis euglypta \| \| \| \| \| \| Trachybyrsis hypsitropha \| \| \| \| |
|              | \| \| Trachybyrsis chionochlaena \| \| \| \| \| \| Trachybyrsis euglypta \| \| \| \| \| \| Trachybyrsis hypsitropha \| \| \| \| |
|              | Trachybyrsis chionochlaena |
|              | |
|              | Trachybyrsis euglypta |
|              | |
|              | Trachybyrsis hypsitropha |
|              | |

## Bildgalleri

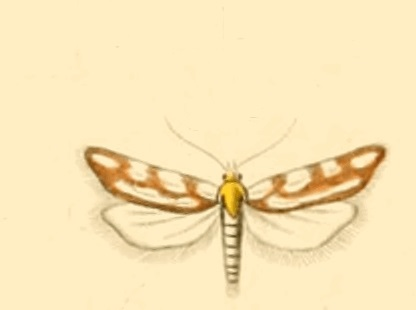